# Hypognatha maranon
Hypognatha maranon Levi, 1996 è un ragno appartenente alla famiglia Araneidae.

## Etimologia
Il nome della specie deriva dalla località di rinvenimento: il fiume Río Alto Marañón

## Caratteristiche
L'olotipo femminile rinvenuto ha dimensioni: cefalotorace lungo 1,49mm, largo 1,24mm; opistosoma lungo 2,5mm, largo 3,1mm.

## Distribuzione
La specie è stata reperita nel Perù settentrionale: lungo il corso del fiume Río Alto Marañón, alla confluenza col Río Nieva, nella regione di Amazonas.

## Tassonomia
Al 2014 non sono note sottospecie e dal 1996 non sono stati esaminati nuovi esemplari.